# Adelphicos
Adelphicos là một chi rắn thuộc họ Rắn nước (Colubridae).

## Phân bố
Các loài trong chi có thể được tìm thấy ở khu vực Trung Mỹ, hầu hết ở Mexico, Belize và Guatemala.

## Các loài
- Adelphicos daryi Campbell & Ford, 1982
- Adelphicos ibarrorum Campbell & Brodie III, 1988
- Adelphicos latifasciatum J.D. Lynch & H.M. Smith, 1966
- Adelphicos newmanorum Taylor, 1950
- Adelphicos nigrilatum H.M. Smith, 1942
- Adelphicos quadrivirgatum Jan, 1862
- Adelphicos sargii (Fischer, 1885)
- Adelphicos veraepacis Stuart, 1941
- Adelphicos visoninum (Cope, 1866)